# Gouvernement Miller
 (septembre 2023).
Si vous disposez d'ouvrages ou d'articles de référence ou si vous connaissez des sites web de qualité traitant du thème abordé ici, merci de compléter l'article en donnant les références utiles à sa vérifiabilité et en les liant à la section « Notes et références ».
IIIe République de Pologne
Buzek Belka I
Le gouvernement Miller (en polonais : Rząd Leszka Millera) dirige la République de Pologne entre le 19 octobre 2001 et le 2 mai 2004, durant la quatrième législature de la Diète de Pologne.

## Majorité et historique
Dirigé par le nouveau président du Conseil des ministres social-démocrate Leszek Miller, ce gouvernement est constitué et soutenu par une coalition gouvernementale entre l'Alliance de la gauche démocratique (SLD), le Parti paysan polonais (PSL) et l'Union du travail (UP). Ensemble, ils disposent de 258 députés sur 460, soit 56,1 % des sièges de la Diète.
Il est formé à la suite des élections législatives du 23 septembre 2001 et succède au gouvernement de centre-droit du conservateur Jerzy Buzek, constitué et soutenu par une alliance entre l'Alliance électorale Solidarité (AWS) et l'Union pour la liberté (UW). Lors du scrutin, ces deux partis sont exclus de la Diète, faute d'avoir remporté suffisamment de suffrages. Président de la SLD, Miller est nommé formateur dès le 4 octobre par le président de la République Aleksander Kwaśniewski, alors que Buzek démissionne formellement quinze jours plus tard. Le 26 octobre, le gouvernement remporte le vote de confiance par 306 voix contre 140, bénéficiant du soutien du parti populiste de gauche Autodéfense de la république de Pologne (SRP).
Le 3 mars 2003, à la suite de multiples scandales de corruption, le PSL quitte la coalition au pouvoir, laissant l'exécutif en minorité à la chambre basse, avec 216 députés. Environ un an plus tard, le 26 mars 2004, 32 députés de la majorité font sécession et fondent la Social-démocratie de Pologne (SDPL). Cette fronde contraint Leszek Miller à annoncer sa démission pour le 2 mai, lendemain de l'adhésion du pays à l'Union européenne. Le jour dit, il est remplacé par son ancien ministre des Finances, Marek Belka, qui forme son premier gouvernement.

## Composition

### Initiale (19 octobre 2001)
| Portefeuille                                                                                | Titulaire | Titulaire               | Parti |
| ------------------------------------------------------------------------------------------- | --------- | ----------------------- | ----- |
| Président du Conseil des ministres                                                          |           | Leszek Miller           | SLD   |
| Vice-président du Conseil des ministres Ministre de l'Agriculture et du Développement rural |           | Jarosław Kalinowski     | PSL   |
| Vice-président du Conseil des ministres Ministre des Finances                               |           | Marek Belka             | SLD   |
| Vice-président du Conseil des ministres Ministre des Infrastructures                        |           | Marek Pol               | UP    |
| Ministre des Affaires étrangères                                                            |           | Włodzimierz Cimoszewicz | SLD   |
| Ministre de la Défense nationale                                                            |           | Jerzy Szmajdziński      | SLD   |
| Ministre de l'Intérieur et de l'Administration                                              |           | Krzysztof Janik         | SLD   |
| Ministre de la Justice Procureur général                                                    |           | Barbara Piwnik          | Aucun |
| Ministre du Trésor d'État                                                                   |           | Wiesław Kaczmarek       | SLD   |
| Ministre de l'Économie                                                                      |           | Jacek Piechota          | SLD   |
| Ministre du Travail et de la Politique sociale                                              |           | Jerzy Hausner           | SLD   |
| Ministre de la Santé                                                                        |           | Mariusz Łapiński        | SLD   |
| Ministre de l'Éducation nationale et des Sports                                             |           | Krystyna Łybacka        | SLD   |
| Ministre de la Culture                                                                      |           | Andrzej Celiński        | SLD   |
| Ministre de la Science                                                                      |           | Michał Kleiber          | Aucun |
| Ministre de l'Environnement                                                                 |           | Stanisław Żelichowski   | PSL   |

### Remaniement du 6 juillet 2002
- Les nouveaux ministres sont indiqués en gras, ceux ayant changé d'attributions en italique.

| Portefeuille                                                                                | Titulaire | Titulaire               | Parti |
| ------------------------------------------------------------------------------------------- | --------- | ----------------------- | ----- |
| Président du Conseil des ministres                                                          |           | Leszek Miller           | SLD   |
| Vice-président du Conseil des ministres Ministre de l'Agriculture et du Développement rural |           | Jarosław Kalinowski     | PSL   |
| Vice-président du Conseil des ministres Ministre des Finances                               |           | Grzegorz Kołodko        | Aucun |
| Vice-président du Conseil des ministres Ministre des Infrastructures                        |           | Marek Pol               | UP    |
| Ministre des Affaires étrangères                                                            |           | Włodzimierz Cimoszewicz | SLD   |
| Ministre de la Défense nationale                                                            |           | Jerzy Szmajdziński      | SLD   |
| Ministre de l'Intérieur et de l'Administration                                              |           | Krzysztof Janik         | SLD   |
| Ministre de la Justice Procureur général                                                    |           | Grzegorz Kurczuk        | SLD   |
| Ministre du Trésor d'État                                                                   |           | Wiesław Kaczmarek       | SLD   |
| Ministre de l'Économie                                                                      |           | Jacek Piechota          | SLD   |
| Ministre du Travail et de la Politique sociale                                              |           | Jerzy Hausner           | SLD   |
| Ministre de la Santé                                                                        |           | Mariusz Łapiński        | SLD   |
| Ministre de l'Éducation nationale et des Sports                                             |           | Krystyna Łybacka        | SLD   |
| Ministre de la Culture                                                                      |           | Waldemar Dąbrowski      | Aucun |
| Ministre de la Science                                                                      |           | Michał Kleiber          | Aucun |
| Ministre de l'Environnement                                                                 |           | Stanisław Żelichowski   | PSL   |

### Remaniement du 7 janvier 2003
- Les nouveaux ministres sont indiqués en gras, ceux ayant changé d'attributions en italique.

| Portefeuille                                                                                | Titulaire | Titulaire                              | Parti |
| ------------------------------------------------------------------------------------------- | --------- | -------------------------------------- | ----- |
| Président du Conseil des ministres                                                          |           | Leszek Miller                          | SLD   |
| Vice-président du Conseil des ministres Ministre de l'Agriculture et du Développement rural |           | Jarosław Kalinowski                    | PSL   |
| Vice-président du Conseil des ministres Ministre des Finances                               |           | Grzegorz Kołodko                       | Aucun |
| Vice-président du Conseil des ministres Ministre des Infrastructures                        |           | Marek Pol                              | UP    |
| Ministre des Affaires étrangères                                                            |           | Włodzimierz Cimoszewicz                | SLD   |
| Ministre de la Défense nationale                                                            |           | Jerzy Szmajdziński                     | SLD   |
| Ministre de l'Intérieur et de l'Administration                                              |           | Krzysztof Janik                        | SLD   |
| Ministre de la Justice Procureur général                                                    |           | Grzegorz Kurczuk                       | SLD   |
| Ministre du Trésor d'État                                                                   |           | Sławomir Cytrycki                      | Aucun |
| Ministre de l'Économie, du Travail et de la Politique sociale                               |           | Jerzy Hausner                          | SLD   |
| Ministre de la Santé                                                                        |           | Mariusz Łapiński (jusqu'au 17/01/2003) | SLD   |
| Ministre de la Santé                                                                        |           | Marek Balicki                          | UP    |
| Ministre de l'Éducation nationale et des Sports                                             |           | Krystyna Łybacka                       | SLD   |
| Ministre de la Culture                                                                      |           | Waldemar Dąbrowski                     | Aucun |
| Ministre de la Science                                                                      |           | Michał Kleiber                         | Aucun |
| Ministre de l'Environnement                                                                 |           | Stanisław Żelichowski                  | PSL   |

### Remaniement du 3 mars 2003
- Les nouveaux ministres sont indiqués en gras, ceux ayant changé d'attributions en italique.

| Portefeuille                                                         | Titulaire | Titulaire               | Parti |
| -------------------------------------------------------------------- | --------- | ----------------------- | ----- |
| Président du Conseil des ministres                                   |           | Leszek Miller           | SLD   |
| Vice-président du Conseil des ministres Ministre des Finances        |           | Grzegorz Kołodko        | Aucun |
| Vice-président du Conseil des ministres Ministre des Infrastructures |           | Marek Pol               | UP    |
| Ministre des Affaires étrangères                                     |           | Włodzimierz Cimoszewicz | SLD   |
| Ministre de la Défense nationale                                     |           | Jerzy Szmajdziński      | SLD   |
| Ministre de l'Intérieur et de l'Administration                       |           | Krzysztof Janik         | SLD   |
| Ministre de la Justice Procureur général                             |           | Grzegorz Kurczuk        | SLD   |
| Ministre du Trésor d'État                                            |           | Sławomir Cytrycki       | Aucun |
| Ministre de l'Agriculture et du Développement rural                  |           | Adam Tański             | Aucun |
| Ministre de l'Économie, du Travail et de la Politique sociale        |           | Jerzy Hausner           | SLD   |
| Ministre de la Santé                                                 |           | Marek Balicki           | UP    |
| Ministre de l'Éducation nationale et des Sports                      |           | Krystyna Łybacka        | SLD   |
| Ministre de la Culture                                               |           | Waldemar Dąbrowski      | Aucun |
| Ministre de la Science                                               |           | Michał Kleiber          | Aucun |
| Ministre de l'Environnement                                          |           | Czesław Śleziak         | SLD   |

### Remaniement du 2 avril 2003
- Les nouveaux ministres sont indiqués en gras, ceux ayant changé d'attributions en italique.

| Portefeuille                                                         | Titulaire | Titulaire               | Parti |
| -------------------------------------------------------------------- | --------- | ----------------------- | ----- |
| Président du Conseil des ministres                                   |           | Leszek Miller           | SLD   |
| Vice-président du Conseil des ministres Ministre des Finances        |           | Grzegorz Kołodko        | Aucun |
| Vice-président du Conseil des ministres Ministre des Infrastructures |           | Marek Pol               | UP    |
| Ministre des Affaires étrangères                                     |           | Włodzimierz Cimoszewicz | SLD   |
| Ministre de la Défense nationale                                     |           | Jerzy Szmajdziński      | SLD   |
| Ministre de l'Intérieur et de l'Administration                       |           | Krzysztof Janik         | SLD   |
| Ministre de la Justice Procureur général                             |           | Grzegorz Kurczuk        | SLD   |
| Ministre du Trésor d'État                                            |           | Piotr Czyżewski         | Aucun |
| Ministre de l'Agriculture et du Développement rural                  |           | Adam Tański             | Aucun |
| Ministre de l'Économie, du Travail et de la Politique sociale        |           | Jerzy Hausner           | SLD   |
| Ministre de la Santé                                                 |           | Leszek Sikorski         | SLD   |
| Ministre de l'Éducation nationale et des Sports                      |           | Krystyna Łybacka        | SLD   |
| Ministre de la Culture                                               |           | Waldemar Dąbrowski      | Aucun |
| Ministre de la Science                                               |           | Michał Kleiber          | Aucun |
| Ministre de l'Environnement                                          |           | Czesław Śleziak         | SLD   |

### Remaniement du 16 juin 2003
- Les nouveaux ministres sont indiqués en gras, ceux ayant changé d'attributions en italique.

| Portefeuille                                                                                          | Titulaire | Titulaire                         | Parti |
| --- | --------- | --------------------------------- | ----- |
| Président du Conseil des ministres                                                                    |           | Leszek Miller                     | SLD   |
| Vice-président du Conseil des ministres Ministre de l'Économie, du Travail et de la Politique sociale |           | Jerzy Hausner                     | SLD   |
| Vice-président du Conseil des ministres Ministre des Infrastructures                                  |           | Marek Pol                         | UP    |
| Ministre des Affaires étrangères                                                                      |           | Włodzimierz Cimoszewicz           | SLD   |
| Ministre de la Défense nationale                                                                      |           | Jerzy Szmajdziński                | SLD   |
| Ministre de l'Intérieur et de l'Administration                                                        |           | Krzysztof Janik                   | SLD   |
| Ministre de la Justice Procureur général                                                              |           | Grzegorz Kurczuk                  | SLD   |
| Ministre des Finances                                                                                 |           | Andrzej Raczko                    | Aucun |
| Ministre du Trésor d'État                                                                             |           | Piotr Czyżewski                   | Aucun |
| Ministre de l'Agriculture et du Développement rural                                                   |           | Adam Tański (jusqu'au 02/07/2003) | Aucun |
| Ministre de l'Agriculture et du Développement rural                                                   |           | Wojciech Olejniczak               | SLD   |
| Ministre de la Santé                                                                                  |           | Leszek Sikorski                   | SLD   |
| Ministre de l'Éducation nationale et des Sports                                                       |           | Krystyna Łybacka                  | SLD   |
| Ministre de la Culture                                                                                |           | Waldemar Dąbrowski                | Aucun |
| Ministre de la Science                                                                                |           | Michał Kleiber                    | Aucun |
| Ministre de l'Environnement                                                                           |           | Czesław Śleziak                   | SLD   |
| Ministre sans portefeuille Chargée des Affaires européennes                                           |           | Danuta Hübner                     | Aucun |

### Remaniement du 21 janvier 2004
- Les nouveaux ministres sont indiqués en gras, ceux ayant changé d'attributions en italique.

| Portefeuille                                                                                          | Titulaire | Titulaire                                   | Parti |
| --- | --------- | ------------------------------------------- | ----- |
| Président du Conseil des ministres                                                                    |           | Leszek Miller                               | SLD   |
| Vice-président du Conseil des ministres Ministre de l'Économie, du Travail et de la Politique sociale |           | Jerzy Hausner                               | SLD   |
| Vice-président du Conseil des ministres Ministre des Infrastructures                                  |           | Marek Pol                                   | UP    |
| Vice-président du Conseil des ministres Ministre de l'Intérieur et de l'Administration                |           | Józef Oleksy                                | SLD   |
| Ministre des Affaires étrangères                                                                      |           | Włodzimierz Cimoszewicz                     | SLD   |
| Ministre de la Défense nationale                                                                      |           | Jerzy Szmajdziński                          | SLD   |
| Ministre de la Justice Procureur général                                                              |           | Grzegorz Kurczuk                            | SLD   |
| Ministre des Finances                                                                                 |           | Andrzej Raczko                              | Aucun |
| Ministre du Trésor d'État                                                                             |           | Zbigniew Kaniewski (à partir du 28/01/2004) | SLD   |
| Ministre de l'Agriculture et du Développement rural                                                   |           | Wojciech Olejniczak                         | SLD   |
| Ministre de la Santé                                                                                  |           | Leszek Sikorski                             | SLD   |
| Ministre de l'Éducation nationale et des Sports                                                       |           | Krystyna Łybacka                            | SLD   |
| Ministre de la Culture                                                                                |           | Waldemar Dąbrowski                          | Aucun |
| Ministre de la Science                                                                                |           | Michał Kleiber                              | Aucun |
| Ministre de l'Environnement                                                                           |           | Czesław Śleziak                             | SLD   |
| Ministre sans portefeuille Chargée des Affaires européennes                                           |           | Danuta Hübner                               | Aucun |

### Remaniement du 21 avril 2004
- Les nouveaux ministres sont indiqués en gras, ceux ayant changé d'attributions en italique.

| Portefeuille                                                                                          | Titulaire | Titulaire                           | Parti |
| --- | --------- | ----------------------------------- | ----- |
| Président du Conseil des ministres                                                                    |           | Leszek Miller                       | SLD   |
| Vice-président du Conseil des ministres Ministre de l'Économie, du Travail et de la Politique sociale |           | Jerzy Hausner                       | SLD   |
| Vice-président du Conseil des ministres Ministre des Infrastructures                                  |           | Marek Pol                           | UP    |
| Ministre des Affaires étrangères                                                                      |           | Włodzimierz Cimoszewicz             | SLD   |
| Ministre de la Défense nationale Ministre de l'Intérieur et de l'Administration (par intérim)         |           | Jerzy Szmajdziński                  | SLD   |
| Ministre de la Justice Procureur général                                                              |           | Grzegorz Kurczuk                    | SLD   |
| Ministre des Finances                                                                                 |           | Andrzej Raczko                      | Aucun |
| Ministre du Trésor d'État                                                                             |           | Zbigniew Kaniewski                  | SLD   |
| Ministre de l'Agriculture et du Développement rural                                                   |           | Wojciech Olejniczak                 | SLD   |
| Ministre de la Santé                                                                                  |           | Leszek Sikorski                     | SLD   |
| Ministre de l'Éducation nationale et des Sports                                                       |           | Krystyna Łybacka                    | SLD   |
| Ministre de la Culture                                                                                |           | Waldemar Dąbrowski                  | Aucun |
| Ministre de la Science                                                                                |           | Michał Kleiber                      | Aucun |
| Ministre de l'Environnement                                                                           |           | Czesław Śleziak                     | SLD   |
| Ministre sans portefeuille Chargée des Affaires européennes                                           |           | Danuta Hübner (jusqu'au 30/04/2004) | Aucun |